# Rodrigue Akpakoun
Rodrigue Akpakoun (Cotonou, 16 dicembre 1974) è un ex calciatore beninese, di ruolo attaccante.

## Carriera

### Club
Ha cominciato a giocare all'Orléans. Nel 1994 si è trasferito al Valenciennes. Nel 1995 è passato al Tarbes Pyrénées. Nel 1996 è stato acquistato dall'Agde. Nel 1997 ha firmato un contratto con lo Stade Bordelais. Nel 1998 è passato al Sète. Nel 1999 si è trasferito all'Olympique Alès. Nel 2001 ha firmato un contratto con il La Roche. Nel 2004 è stato acquistato dal Martigues. Nel 2006 è stato acquistato dal Bagnols-Pont, con cui ha concluso la propria carriera nel 2007.

### Nazionale
Ha debuttato in Nazionale l'8 settembre 2002, in Benin-Tanzania (4-0). Ha messo a segno le sue prime due reti con la maglia della Nazionale il 9 marzo 2003, nell'amichevole Benin-Burkina Faso (3-0), mettendo a segno la rete del momentaneo 1-0 su calcio di rigore al minuto 31 e la rete del definitivo 3-0 al minuto 74. Ha partecipato, con la Nazionale, alla Coppa d'Africa 2004. Ha collezionato in totale, con la maglia della Nazionale, 5 presenze e due reti.